# Белчешть (Горж)
Белчешть, Белчешті (рум. Bălcești) — село у повіті Горж в Румунії. Входить до складу комуни Бенджешть-Чокадія.
Село розташоване на відстані 208 км на захід від Бухареста, 29 км на схід від Тиргу-Жіу, 87 км на північ від Крайови.

## Населення
За даними перепису населення 2002 року у селі проживали 955 осіб, усі — румуни. Усі жителі села рідною мовою назвали румунську.